# Benjamin Lebert

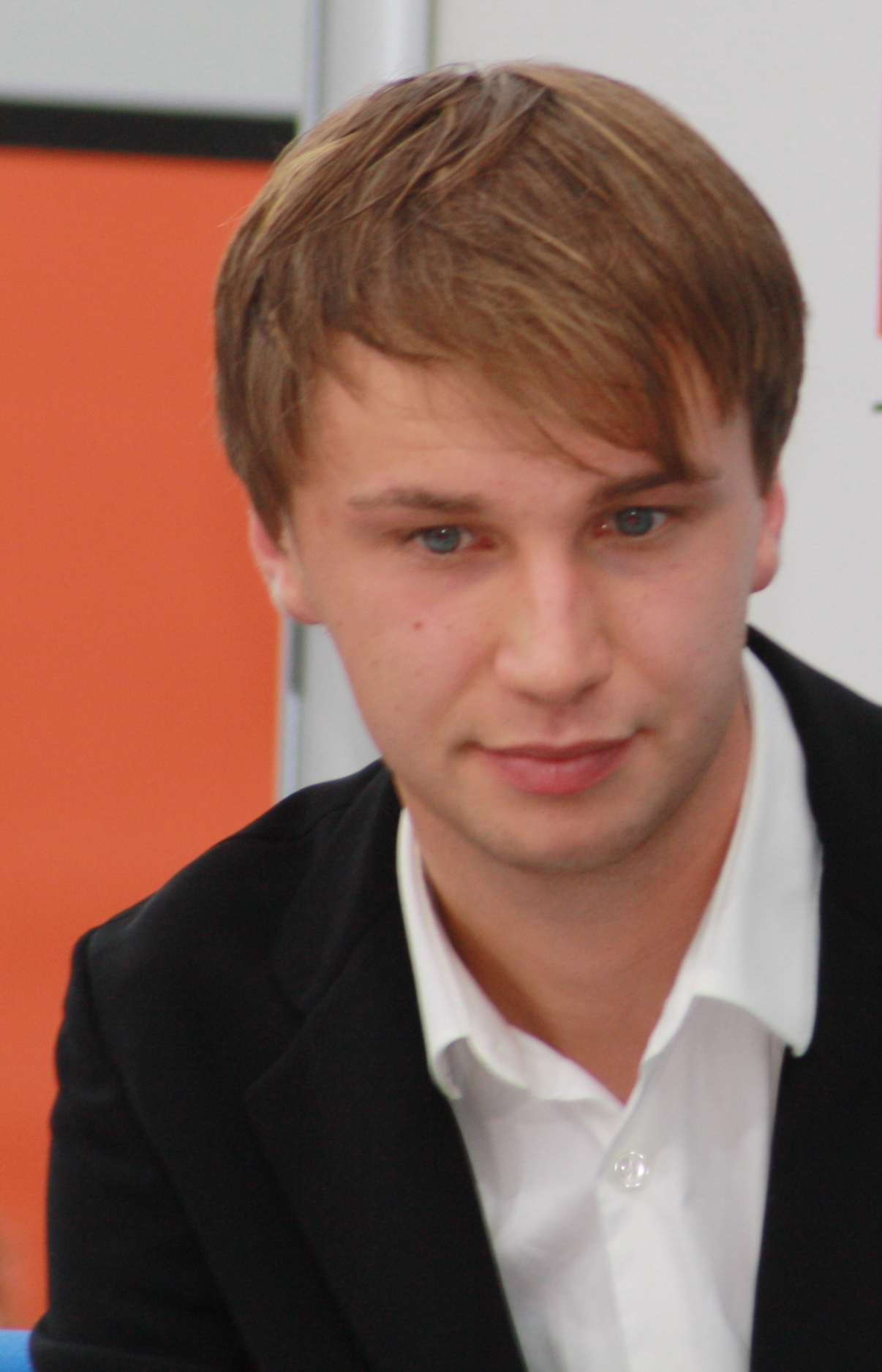
Benjamin Lebert, 2009

Benjamin Lebert (* 9. Januar 1982 in Freiburg im Breisgau) ist ein deutscher Schriftsteller. Sein Debütroman Crazy (1999) wurde in 33 Sprachen übersetzt und erreichte bis 2014 eine Auflage von 1,2 Millionen Exemplaren.

## Leben
Benjamin Lebert ist ein Sohn des Journalisten Andreas Lebert und Enkel der Autoren Ursula und Norbert Lebert. Im Alter von 16 Jahren verließ er die Schule ohne Abschluss und holte später mit 21 Jahren den Hauptschulabschluss nach.
Neben seinen eigenen Werken verfasste Lebert auch Übersetzungen und war Herausgeber des als Einzelband erschienenen fragmentierten Briefwechsels zwischen F. Scott Fitzgerald und Ernest Hemingway – Wir sind verdammt lausige Akrobaten.
In der Januarausgabe 2003 veröffentlichte das Magazin NEON eine Liste mit den 100 wichtigsten jungen Deutschen, auf der auch Lebert erschien. 2015 erhielt sein Buch Mitternachtsweg eine Nominierung für den mit 20.000 Euro dotierten Literaturpreis „Text & Sprache“ des Kulturkreises der deutschen Wirtschaft.
2017 wurde Lebert zum dritten Mal vom Magazin Cicero in die Liste der wichtigsten deutschsprachigen Intellektuellen aufgenommen.
Lebert ist seit vielen Jahren im Austausch mit anderen zeitgenössischen Schriftstellern, so zum Beispiel mit den Mitgliedern des Lübecker Literaturtreffens unter anderen Eva Menasse und Feridun Zaimoglu. Eine besonders enge Bekanntschaft hatte er mit Günter Grass.
Lebert wohnt in Hamburg. Er hat einen Sohn namens Levi.

## Werk
Sein Erstlings-Roman Crazy wurde sowohl in mehreren deutschen Feuilletons als auch in der Boulevard-Presse besprochen. In dem Roman mit autobiografischen Zügen behandelt Lebert Themen und Problemen des Heranwachsens und thematisierte die Halbseitenlähmung, mit der er geboren wurde.  Der Roman wurde ein Bestseller und im Jahr 2000 von Hans-Christian Schmid fürs Kino verfilmt. Crazy wurde insgesamt in über dreißig Sprachen übersetzt und bis zum gegenwärtigen Zeitpunkt (Stand 2022) 1,2 Millionen Mal verkauft. Der Roman wurde ebenfalls für die Bühne bearbeitet und in mehreren deutschen Theatern gespielt.
Im März 2000 wurde Leberts Kurzgeschichte Der Zeitungsausträger im Magazin SPIEGELreporter publiziert. Im August desselben Jahres veröffentlichte er zusammen mit seiner Großmutter Ursula Lebert das Kinderbuch Die Geschichte vom kleinen Hund, der nicht bellen konnte.
2003 erschien Leberts zweiter Roman Der Vogel ist ein Rabe. Zu diesem Werk erklärte er: „Es geht in diesem Buch um die Reise zweier junger Männer auf engstem Raum – dem Raum, den die Nacht ihnen gewährt.“ Im September 2003 wurde Lebert von der Zeitschrift Emma zum „Pascha des Monats“ gewählt. Die Zeitschrift kritisierte „Bums-Phantasien“ und „überstrapazierte männliche Motive von vorgestern.“  2021 berichtete Lebert in seinem Erinnerungsbuch Mit Dir von seiner ersten Begegnung als 17-jähriger mit Alice Schwarzer und berichtete von einem Moment, kurz nachdem ihm der Titel „Pascha des Monats“ verliehen worden war: „Als ich sehr niedergeschlagen meiner Familie von meinem neuen Titel erzählte, sah mich meine Schwester an und sagte: was beklagst du dich? Die EMMA hat doch ganz recht.“ Der Roman wurde auch fürs Theater bearbeitet und in der Regie von Bettina Rehm am Theater Trier aufgeführt.
Im Jahr 2005 drehte der Regisseur Lars Kraume den Spielfilm Kismet - Würfel dein Leben! der auf einer Geschichte von Lebert basierte, allerdings deutlich von dessen Erzählung, die von dem Versuch handelte, über einen gewissen Zeitraum hinweg Lebensentscheidungen allein durch Würfeln zu treffen, abwich.
Leberts 2009 veröffentlichter Roman Flug der Pelikane beschäftigt sich mit dem Entkommen aus dem selbst geschaffenen Gefängnis. Zum fünfzigsten Todestag von Hermann Hesse im Jahr 2012 schrieb Benjamin Lebert eine Hommage, die unter dem Titel Wilde Begierde, starke Gefühle in der Wochenzeitung Die Zeit erschien.
Leberts Roman Mitternachtsweg, eine moderne Spukgeschichte im Stil der Schauerromantik, erschien 2014. Ulrich Greiner schrieb in seiner Rezension für Die Zeit: „[…] Es gibt sie noch, die gute alte Gespenstergeschichte.“ Ein Jahr später wurde der Roman als Hörspiel in der Reihe Gruselkabinett  vertont. Im Zuge der Veröffentlichung seines Buches war Lebert in der Kultursendung Aspekte des ZDF zu Gast, wo sich Kritiker mit Leberts Werdegang befasst hatten.
Sein 2017 erschienener Roman Die Dunkelheit zwischen den Sternen entstand nach einer zweimonatigen Nepalreise im Jahr 2015. Während dieser hatte Lebert in einem Kinderheim in Kathmandu Freiwilligendienst geleistet, wobei er mit den Geschichten der Kinder und Jugendlichen konfrontiert wurde, die häufig von ihren Eltern an Menschenhändler verkauft wurden, um ihnen dadurch den Lebensunterhalt zu sichern und letztendlich so in dem Recovery Home Zuflucht fanden. Der Roman stieß auf ein geteiltes Echo. Volker Weidermann nannte das Werk in seiner Rezension für den Spiegel „ein fulminantes Buch“, die Wochenzeitung Der Freitag bezeichnete es als lediglich „altklug mit Anliegen.“
2020 schrieb Lebert den Jugendroman Im Zeichen der Acht, eine Fantasygeschichte. Das Buch wurde, wie alle Romane Leberts, sehr unterschiedlich bewertet. Unter anderem wurde der Roman vom Deutschlandfunk Kultur als „erschreckend schlecht“ kritisiert, wohingegen Angela Wittmann es als ein „eindrückliches Leseerlebnis“ bezeichnete.
2021 erschien das Sachbuch Mit dir. Vater und Sohn auf den Straßen des Lebens, das Lebert gemeinsam mit seinem Vater verfasste. Das Buch dreht sich um die Verbindung zwischen Vater und Sohn, dem Verlauf von Nähe und Distanz in einer Vater-Sohn Beziehung sowie dem Bestreben nach Glück und dem Umgang mit Ängsten. Das Buch wurde in den Medien allgemein gut aufgenommen und stieß auf positive Resonanz.

## Publikationen

### Romane
- Crazy. Kiepenheuer und Witsch, Köln 1999, ISBN 3-462-02818-9.
- Der Vogel ist ein Rabe. Kiepenheuer und Witsch, Köln 2003, ISBN 3-462-03336-0.
- Kannst du. Kiepenheuer und Witsch, Köln 2006, ISBN 3-462-03664-5.
- Der Flug der Pelikane. Kiepenheuer und Witsch, Köln 2009, ISBN 978-3-462-04095-1.
- Im Winter dein Herz. Hoffmann und Campe, Hamburg 2012, ISBN 978-3-455-40360-2.
- Mitternachtsweg. Hoffmann und Campe, Hamburg 2014, ISBN 978-3-455-40437-1.
- Die Dunkelheit zwischen den Sternen. S. Fischer, Frankfurt am Main 2017, ISBN 978-3-10-397312-9.
- Im Zeichen der Acht. Arctis Verlag, Hamburg 2020, ISBN 978-3-03880-033-0.
- Crazy. Erweiterte Neuauflage. Aufbau Verlag, Berlin 2021, ISBN 978-3-7466-3838-6.

### Sachbuch
- Mit dir. Vater und Sohn auf den Straßen des Lebens. Aufbau Verlag, Berlin 2021, ISBN 978-3-351-03859-5.

### Kinderbücher
- mit Ursula Lebert: Die Geschichte vom kleinen Hund, der nicht bellen konnte. Fischer Taschenbuch, Frankfurt am Main 2002, ISBN 3-596-85077-0.
- Julian und Anisa und das Wunder vom Wacholderpark. Beltz Verlag, Weinheim 2023, ISBN 978-3-407-81306-0.

### Hörbücher
- Crazy. Gesprochen von Tim Gössler
- Flug der Pelikane. Gesprochen von Robert Stadlober
- Im Winter dein Herz. Gesprochen von Benjamin Lebert
- Mitternachtsweg. Hörspiel in der Reihe Gruselkabinett, Folge 105, Titania Medien 2015, ISBN 978-3-7857-5168-8.
- Im Zeichen der Acht. Gesprochen von Laura Maire

### Übersetzungen
- Joseph Weisberg: Zehnte Klasse. (Original-Titel: 10th Grade). cbt, München 2007, ISBN 978-3-570-30383-2.
- D.H. Lawrence: Der Mann, der Inseln liebte. (Original-Titel: The man who loved islands). Hoffmann und Campe, Hamburg 2015, ISBN 978-3-455-40549-1.

### Herausgaben
- Ernest Hemingway, F. Scott Fitzgerald: Wir sind verdammt lausige Akrobaten. Eine Freundschaft in Briefen, Hoffmann und Campe, Hamburg 2013, ISBN 978-3-455-40466-1.

## Verfilmung
- 2000: Crazy (Regie: Hans-Christian Schmid)